# Thomas Nilsson (TV-chef)
Thomas Nilsson, folkbokförd Yngve Gunnar Tomas Nilsson, född 15 februari 1953 i Lidköpings församling i dåvarande Skaraborgs län, är en svensk TV-chef och planeringschef på Sveriges Television sedan 2000.
Nilsson hade olika ledande positioner på TV4, bland annat som planeringschef, fram till 1999 när han gick över till SVT. Han blev planeringschef där vid årsskiftet 1999/2000.
Efter att dåvarande programdirektör Mikael Olsson Al Safandi avskedats utsågs Nilsson i december 2000 till tillförordnad programdirektör. Under perioden 1 december 2014 till 14 januari 2015 var han tillförordnad VD för SVT under tiden mellan att Eva Hamilton slutade och Hanna Stjärne tillträdde posten.

## Källhänvisningar
1. ↑  Sveriges befolkning 1970, CD-ROM, Version 1.04, Sveriges Släktforskarförbund (2002).
2. ↑  Ytterligare en TV 4-chef till Sveriges Television, TT, 12 oktober 1999
3. ↑  Hanna Stjärne tillträder 15 januari, SVT